# Citharexylum ovatifolium
Citharexylum ovatifolium là một loài thực vật có hoa trong họ Cỏ roi ngựa. Loài này được Greenm. mô tả khoa học đầu tiên năm 1897.